# Panipat
Panipat (hindi: पानीपत) – miasto w Indiach, w stanie Hariana. W 2001 miasto to zamieszkiwało 261 665 osób.
W mieście rozwinęło się rzemiosło, a także przemysł włókienniczy oraz spożywczy.